# Gimnastyka sportowa na Letnich Igrzyskach Olimpijskich Młodzieży 2010 – ćwiczenia wolne dziewcząt
Ćwiczenia wolne dziewcząt na I Letnich Igrzyskach Olimpijskich Młodzieży odbyły się w dniu 22 sierpnia 2010. Do zawodów przystąpiło 8 zawodniczek, które otrzymały najwyższe noty za ćwiczenia wolne w kwalifikacjach wieloboju.

## Finał
| Pozycja | Zawodnik         | Wynik D | Wynik E | Kara  | łącznie |
|         | Tan Sixin        | 5.500   | 9.025   | –     | 14.525  |
|         | Diana Bulimar    | 5.500   | 8.825   | –     | 14.325  |
|         | Wiktorija Komowa | 5.700   | 8.475   | –     | 14.175  |
| 4       | Ana Gómez Porras | 5.300   | 8.400   | –     | 13.700  |
| 5       | Jessica Hogg     | 5.000   | 8.600   | –     | 13.600  |
| 6       | Tess Moonen      | 5.200   | 8.375   | –     | 13.575  |
| 7       | Jonna Adlerteg   | 4.900   | 8.375   | –     | 13.275  |
| 8       | Carlotta Ferlito | 5.100   | 8.100   | 0.300 | 12.900  |